# Schlossgrabenbach (Birs)
Der Schlossgrabenbach ist ein rund 900 Meter langer linker und westlicher Zufluss der Birs im Kanton Basel-Landschaft in der Schweiz.

## Verlauf
Der Schlossgrabenbach entsteht in zwei Quellästen in der Waldflur Schlossgrabe südlich von Pfeffingen BL. Der nördliche Hauptast entspringt auf einer Höhe von etwa 450 m ü. M. Nach einem Lauf von gut hundert Metern fließt er mit dem südlichen Ast zusammen. Der vereinigte Bach durchfließt nun südostwärts die Waldflur David  und mündet schließlich in der Flur Liebmatt auf einer Höhe von etwa 318 m ü. M. von links in die Birs.